# Gerhard Wilck
Gerhard Wilck, né le 17 juin 1898 à Löbau en province de Prusse-Occidentale et décédé le 5 avril 1985 à Rheinbreitbach en Allemagne, est un commandant allemand ayant défendu la ville allemande d'Aix-la-Chapelle lors de la bataille d'Aix-la-Chapelle. Il se rend le 21 octobre 1944 en désobéissant à Hitler, après une défense obstinée et une guerre urbaine acharnée.